# Шаблинский, Илья Георгиевич
Илья Георгиевич Шаблинский (род. 29 апреля 1962, Москва) — российский учёный-правовед, преподаватель, общественный деятель, правозащитник. Доктор юридических наук (1997). Профессор Высшей школы экономики (2004—2022). Действительный государственный советник Российской Федерации 3 класса (1997). В 2012—2019 годах — член Совета при Президенте Российской Федерации по развитию гражданского общества и правам человека.

## Биография
Родился 29 апреля 1962 года в Москве.
В 1985 году окончил Всесоюзный юридический заочный институт по специальности «Правоведение». В 1988 году в Институте философии Академии наук СССР защитил диссертацию на соискание учёной степени кандидата философских наук на тему «Концепция демократии в политической философии Алексиса де Токвиля» (специальность 09.00.03 — история философии).
С 1987 года участвовал в правозащитном движении и в организации свободных профсоюзов. С 1989 по 1990 год являлся наблюдателем на выборах различного уровня от ряда общественных организаций.
Являлся советником правового управления, затем начальником Информационно-аналитического отдела Центральной избирательной комиссии Российской Федерации. В марте — августе 1994 года — заведующий Отделом государственного и международного права Аппарата Совета Федерации Федерального Собрания Российской Федерации. В 1994—1998 — заместитель, первый заместитель начальника Правового управления Аппарата Совета Федерации. В 1997 году присвоен квалификационный разряд (классный чин) действительного государственного советника Российской Федерации 3 класса.
В июне 1993 года распоряжением Президента Российской Федерации Бориса Ельцина назначен представителем Президента Российской Федерации в Конституционном совещании. В сентябре того же года включён в состав рабочей группы по рассмотрению проекта Конституции Российской Федерации, одобренного Конституционным совещанием, и подготовке предложений по выработке единого согласованного проекта Конституции Российской Федерации.
В 1997 году в Институте государства и права РАН защитил диссертацию на соискание учёной степени доктора юридических наук на тему «Конституционные реформы в России и принцип разделения властей» (специальность 12.00.01 — теория и история права и государства; история учений о праве и государстве).
С 2004 по 2022 год — профессор департамента публичных дисциплин факультета права Национального исследовательского университета «Высшая школа экономики», ведущий научный сотрудник научно-методического центра «Кафедры ЮНЕСКО по авторскому праву и другим правам интеллектуальной собственности».

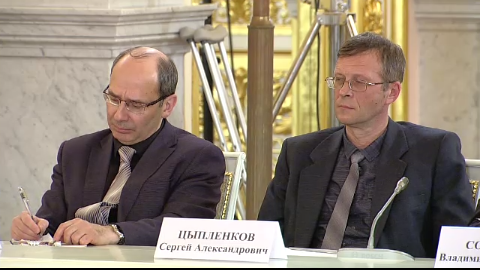
И. Г. Шаблинский на заседании Совета по правам человека

В 2012 году указом Президента Российской Федерации Владимира Путина включен в состав Совета при Президенте Российской Федерации по развитию гражданского общества и правам человека. Будучи членом Совета, возглавлял постоянную комиссию по избирательным правам. В 2019 году выведен из состава Совета вместе с Михаилом Федотовым, Екатериной Шульман, Павлом Чиковым и Евгением Бобровым.
C 2021 года — член Московской Хельсинкской группы.
28 июня 2024 года Министерством юстиции России внесён в список физических лиц «иностранных агентов».

## Научная деятельность
Сферу научных интересов И. Г. Шаблинского составляют конституционное право, трудовое право, теория и история государства, эволюция российского механизма сдержек и противовесов, история философии, литературоведение (художественный текст как источник политического анализа).

### Книги
- Шаблинский И. Г. Правовое регулирование информационных отношений в сфере обработки персональных данных. — М.: Юрайт, 2024. — 52 с. — ISBN 978-5-534-17209-6.
- Лукьянова Е. А., Шаблинский И. Г. Авторитаризм и демократия. — М.: Мысль, 2018. — 349 с. — ISBN 978-5-244-01207-1.
- Шаблинский И. Г. Эволюция политического режима в России: Конституционные основы и неформальные практики. — М.: ТЭИС, 2014. — 126 с. — ISBN 978-5-7218-1357-3.
- Шаблинский И. Г. Политическое лидерство. Триумфы в публичной политике: в рамках права и вне их. — М.: Институт права и публичной политики, 2012. — 136 с. — ISBN 978-5-94357-065-9.
- Краснов М. А., Шаблинский И. Г. Российская система власти: треугольник с одним углом. — М.: Институт права и публичной политики, 2008. — 232 с. — ISBN 978-5-94357-046-2.
- Шаблинский И. Г. Особенности ведения юридического бизнеса в России. — М.: Альпина Бизнес Букс, 2007. — 88 с. — ISBN 978-5-9614-0551-4.
- Краснов М. А., Шаблинский И. Г. Разделение властей в современной России: дефицит сдержек и противовесов. — М.: Институт права и публичной политики, 2007. — 226 с.
- Шаблинский И. Г. Правовая поддержка иностранных инвестиций в России. — М.: Альпина Бизнес Букс, 2006. — 208 с. — ISBN 5-9614-0417-Х.